# Warto żyć
Warto żyć – album polskiego piosenkarza Krzysztofa Krawczyka. Wydawnictwo ukazało się 20 stycznia 2009 roku nakładem Wydawnictwa Bauer.
18 listopada 2009 roku płyta uzyskała status złotej.
| Nr  | Tytuł utworu | Długość |
| --- | --- | ------- |
| 1.  | „Warto żyć” (muz. Krzysztof Krawczyk, Robert Wyszyński, sł. Andrzej Kieryło)                                            | 04:31   |
| 2.  | „Każdy dzień z tobą” (muz. Grzech Piotrowski, Paweł Zarecki, sł. Krzysztof Szatrawski)                                  | 05:04   |
| 3.  | „Życie jak walc” (muz. Krzysztof Krawczyk, Marcin Wawruk, Robert Wyszyński, sł. Krzysztof Szatrawski)                   | 05:23   |
| 4.  | „Miłość ma czad” (muz. Marcin Wawruk, sł. Krzysztof Szatrawski)                                                         | 04:14   |
| 5.  | „Kara za grzech” (muz. Grzech Piotrowski, Paweł Zarecki, sł. Sylwia Wiśniewska)                                         | 04:34   |
| 6.  | „Czekaj na znak” (muz. Grzech Piotrowski, Paweł Zarecki, sł. Krzysztof Szatrawski, Paweł Zarecki)                       | 06:02   |
| 7.  | „Tropikalne kwiaty” (muz. Marcin Wawruk, sł. Marek Markiewicz, Norbert Dudziuk)                                         | 03:16   |
| 8.  | „Co dzień, co noc” (muz. Marcin Wawruk, sł. Marek Markiewicz)                                                           | 04:15   |
| 9.  | „Zuza” (muz. Krzysztof Krawczyk, Marcin Wawruk, Robert Wyszyński, sł. Krzysztof Szatrawski, Robert Wyszyński )          | 04:06   |
| 10. | „Mój świat” (muz. Grzech Piotrowski, Paweł Zarecki, sł. Krzysztof Szatrawski )                                          | 04:23   |
| 11. | „Tylko miłość” (muz. Grzech Piotrowski, Krzysztof Krawczyk, Paweł Zarecki, Robert Wyszyński, sł. Krzysztof Szatrawski ) | 06:07   |
| 12. | „Mija dzień za dniem” (muz. Marcin Wawruk, sł. Krzysztof Szatrawski )                                                   | 04:01   |
| 13. | „Warto żyć - Wersja radiowa” (muz. Krzysztof Krawczyk, Robert Wyszyński, sł. Andrzej Kieryło)                           | 03:45   |
|     | | 59:41   |